# Зловісні мерці (фільм, 2013)
«Зловісні мерці» (англ. Evil Dead) — американський фільм жахів від режисера Феде Альвареса (був також сценаристом), що вийшов 2013 року. У головних ролях Джейн Леві, Шайло Фернандез. Римейк і сиквел однойменного фільму 1981 року.
Сценаристом стрічки також був Родо Саяґес, продюсерами були Брюс Кемпбелл, Сем Реймі і Роберт Ґ. Таперт. Вперше фільм продемонстрували 8 березня 2013 року у США на кінофестивалі South by Southwest.
Переклад та озвучення українською мовою зроблено студією «Омікрон» на замовлення Hurtom.com у серпні 2013 року у рамках проєкту «Хочеш кіно українською? Замовляй!». Фільм заборонений до показу в кінотеатрах в Україні через надмірну жорстокість.

## Сюжет
Група молоді їде на вихідні до лісової хатинки. Там Мія, її брат Девід і троє їхніх друзів знаходять Книгу мертвих. Розгорнувши її молоді люди пробудили демонів, яких було в ній описано й тепер вони мають боротися за своє життя. У сутичці з невідомим ворогом герої гинуть: одних убиває демон, інших — їхні одержимі товариші. Мія втрачає руку, але вбиває демона й виживає.

## У ролях
| Актор            | Персонаж                        | Роль                  |
| ---------------- | ------------------------------- | --------------------- |
| Джейн Леві       | Мія Аллен (англ. Mia Allen)     | сестра Девіда         |
| Шайло Фернандес  | Девід Аллен (англ. David Allen) | брат Мії              |
| Лу Тейлор Пуччі  | Ерік (англ. Eric)               | друг Девіда та Мії    |
| Джессіка Лукас   | Олівія (англ. Olivia)           | подруга Девіда та Мії |
| Елізабет Блекмор | Наталі (англ. Natalie)          | дівчина Девіда        |
| Джим МакЛарті    | Гарольд (англ. Harold)          |                       |

## Сприйняття

### Критика
Фільм отримав загалом позитивні відгуки: Rotten Tomatoes дав оцінку 62 % на основі 173 відгуків від критиків (середня оцінка 6,1/10) і 65 % від глядачів із середньою оцінкою 3,6/5 (68,230 голосів). Загалом на сайті фільми має позитивний рейтинг, фільму зарахований «стиглий помідор» від кінокритиків і «попкорн» від глядачів, Internet Movie Database — 6,5/10 (71 519 голосів), Metacritic — 57/100 (38 відгуків критиків) і 7,5/10 від глядачів (416 голосів). Загалом на цьому ресурсі від критиків фільм отримав змішані відгуки, а від глядачів — позитивні.

### Касові збори
Під час показу у США, що розпочався 5 квітня 2013 року, протягом першого тижня фільм був показаний у 3025 кінотеатрах і зібрав $25 775 847, що на той час дозволило йому зайняти перше місце серед усіх прем'єр. Показ фільму протривав 66 днів (9,4 тижня) і завершився 9 червня 2013 року. За цей час фільм зібрав у прокаті у США $54 239 856, а у решті світу — $43 303 096, тобто загалом $97 542 952 при бюджеті $17 млн.

### Нагороди й номінації[9]
| Рік  | Нагорода              | Категорія                        | Номінант        | Результат |
| ---- | --------------------- | -------------------------------- | --------------- | --------- |
| 2013 | Golden Trailer Awards | Найкращий ТВ-ролик фільму жахіть | трейлер стрічки | Номінація |